# Gabriela Kiss
Gabriela Maria Kiss, coniugata Badiu (Mediaș, 8 novembre 1965), è un'ex cestista rumena.

## Carriera
Con la Romania ha disputato tre edizioni dei Campionati europei (1983, 1985, 1987).